# Karl Rätsch
Karl Ernst Willhelm Rätsch (* 19. April 1935 in Gersdorf, Kreis Bunzlau, Provinz Niederschlesien) ist ein deutscher Bildhauer.

## Leben
Karl Rätsch stammt aus einer Holzschnitzer-Familie. Nach vier Jahren allgemeinbildender Schule absolvierte er von 1952 bis 1954 eine Holzbildhauerlehre in Cottbus, studierte von 1954 bis 1957 Steinbildhauerei an der Fachschule für angewandte Kunst in Leipzig und von 1957 bis 1962 an der Hochschule für bildende und angewandte Kunst in Berlin-Weißensee bei Heinrich Drake und Waldemar Grzimek. Ab dem zweiten Studienjahr erhielt er das Goethe-Stipendium. In seiner Diplomarbeit beschäftigte er sich auch mit dem Thema „Sprachwertigkeit der abstrakten Form“.
Rätsch arbeitet seit 1962 freiberuflich als Bildhauer. Bis 1974 lebte und arbeitete er in Neubrandenburg, seitdem in Lychen in der Uckermark ortsansässig. Er war bis 1990 Mitglied des Verband Bildender Künstler der DDR.
Er war bis zur Trennung mit Dorothee Rätsch verheiratet.

## Werk

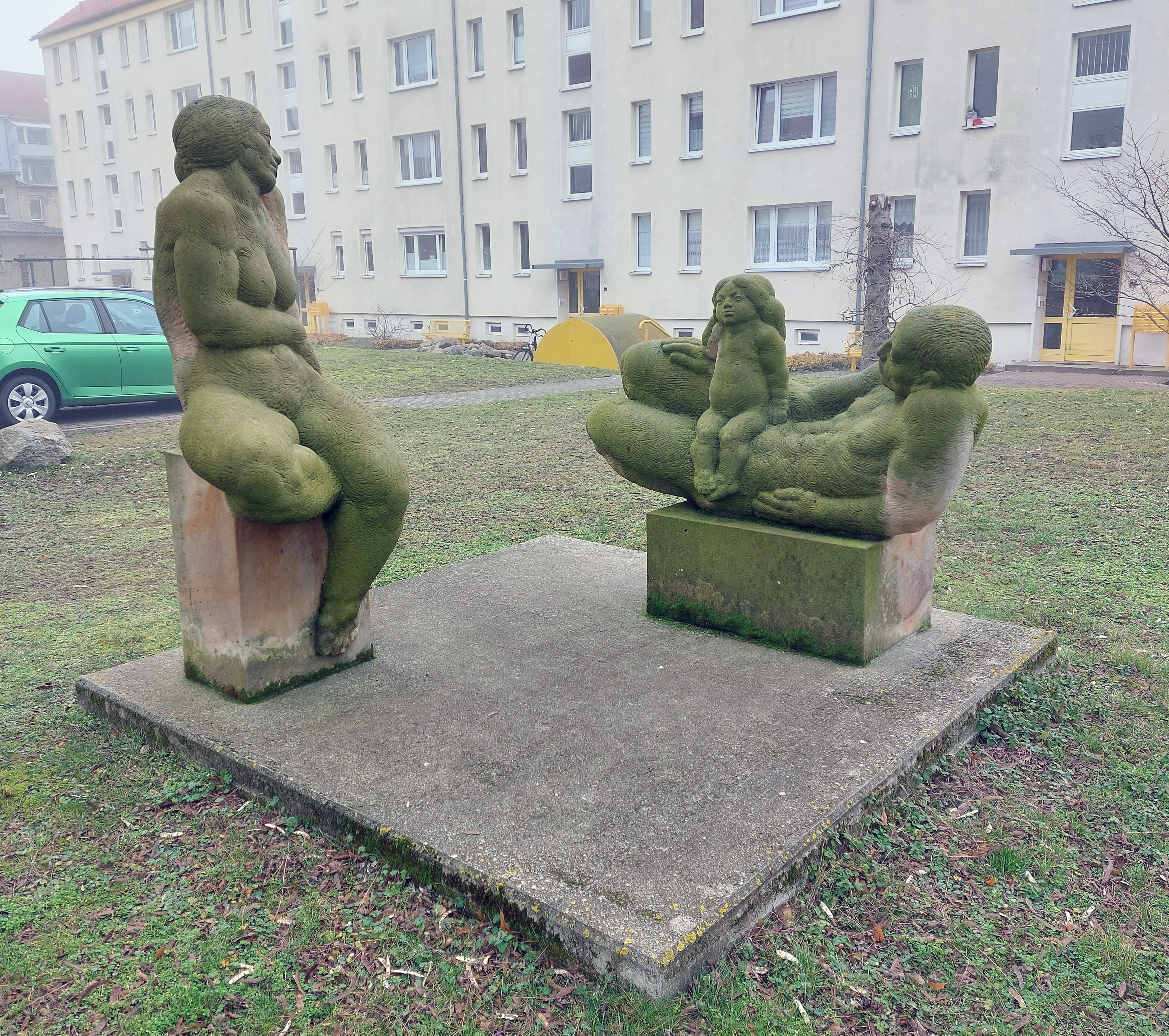
Skulptur, Obere Mühlenstraße 1, in Templin

Karl Rätsch bevorzugte zunehmend die freie Herangehensweise an die menschliche Figur ohne Modell. Die Umsetzung seines ersten Auftrages erfolgte nach seinem Studium und seinem Umzug nach Neubrandenburg: Die Skulptur „Vater mit Kind“ mit dem Untertitel „Laßt uns der Zukunft gute Väter sein“ entstand in der Zeit von 1962 bis 1967. Die Skulptur „Renée“ ist eine der wenigen Arbeiten aus dem Studium von Rätsch, die heute noch im öffentlichen Raum zu betrachten ist. Das 1962 entstandene Gipsmodell wurde Anfang der 1970er Jahre in Bronze gegossen und im heute denkmalgeschützten Kulturpark Neubrandenburg gemeinsam mit vielen anderen Plastiken und Skulpturen aufgestellt. Rätsch hat viele seiner monumentalen Skulpturen und Plastiken in Ton aufgebaut und Gipsmodelle angefertigt. Seine überlebensgroßen Auftragsarbeiten brauchten oft Jahre bis zur Fertigstellung. Mit der Arbeit an der „Säule des Lebens“, die als eines seiner wichtigsten Werke gilt, begann er 1974, von 1988 bis 1991 erfolgte die Umsetzung in Sandstein und 1992 die endgültige Aufstellung auf dem Neubrandenburger Waldfriedhof Carlshöhe. „Der kleine Trompeter“ entstand in der Zeit von 1969 bis 1973 und am neuen Friedhof in der Neubrandenburger Oststadt zu sehen.
Rätsch vollendete in den Wendejahren ein Mammutprojekt, das ihn über Jahre begleitete: den Auftrag für die Gestaltung der „Säule des Lebens“ auf dem großen Waldfriedhof Neubrandenburgs, der „Carlshöhe“. Die Konzeption des Friedhofes sah in den 1970er Jahren vor, dass in der parkähnlichen Anlage auch Skulpturen aufgestellt werden sollten. Rätsch erarbeitete ein Modell, bei dem die verschiedenen gesellschaftlichen Kräfte zusammenkommen. Alt und Jung, Frauen und Männer, Kinder und Liebende, der Zweifler, der Träumende… – die das Leben stabilisieren und aufeinander bauen. Rätsch entschied sich, die Säule aus vier Sandsteinblöcken, die aufeinander montiert wurden, zu schlagen. In den Jahren von  1988 bis 1991, setzte er die nahezu fünf Meter hohe „Säule des Lebens“ mit traditionellen Steinmetz-Techniken um.
Derweil hatte die Wiedervereinigung der beiden deutschen Staaten begonnen und mit dieser verringerten sich die öffentlichen Mittel für die Vergabe von Aufträgen. In den folgenden Jahren arbeitete Rätsch fast ausschließlich an Arbeiten für Ausstellungen. Es begann in dieser Zeit ein Wandel in seinen Arbeiten, der sich schon unter der Arbeit an der „Lebenssäule“ ankündigte: Bereits 1969 hatte er einen kleinen weiblichen knapp sechs Zentimeter hohen Torso aus Holz geschnitzt. Er habe mit dieser Arbeit eine Erkenntnis praktisch erprobt, die seine Arbeiten in Material und Sujet verändern sollte, die Einsicht nämlich, dass er eine menschliche Figur auch in sich geschlossenen Formen umsetzen kann, bei der ein hoher Abstraktionsgrad es überflüssig macht alle Körperteile abzubilden. Das Auge der Betrachter sei dabei angeregt zu ergänzen und sich ästhetisch an den runden Formen zu erfreuen. In der Nachwendezeit entwickelt er diese Erkenntnis in vielen Werken weiter. Menschliche Figuren wurden zu rundlichen Gebilden abstrahiert, die Assoziationen an Bewegung und Aufbruch wecken. Neben diesen stark abstrahierten Werken stehen auch weiterhin deutlich erkennbare menschliche Figuren, mit denen Rätsch in der Pose der dargestellten Menschen und in der Überspitzung einzelner Teile des Körpers einen Ausdruck seines politischen, gesellschaftlichen und moralischen Zweifels formuliert.

## Ehrungen
- 1980 Kunstpreis des Rates des Bezirks Neubrandenburg
- 1984 Verdienstmedaille der DDR
- 1984 Kunstpreis des FDGB

## Weitere Werke (Auswahl)
- Landwirtschaftslehrling (Statuette, 1964, Bronze; auf der VI. Deutschen Kunstausstellung)[2]
- Im Wind (Statue, 1977, Eschenholz, auf der VIII. Kunstausstellung der DDR)[3]
- Kleine Liegende (1981, Blei, gegossen; auf der IX. Kunstausstellung der DDR)[4]

## Ausstellungen (unvollständig)

### Einzelausstellungen
- 1981: Büro für Kunstausstellungen Koszalin/Polen
- 1985: Galerie im Friedländer Tor Neubrandenburg
- 1987: Pädagogische Hochschule Güstrow
- seit 1988: ständige Ausstellung in Lychen (etwa 100 Plastiken in Holz, Stein, Terrakotta, Bronze, Kunstharz und Zeichnungen)
- 1989: Staudenhofgalerie Potsdam (Zeichnungen und Plastik)
- Schlosskirche Neustrelitz
- 1992: Rathausgalerie Templin
- 1995: Galerie „Alte Tankstelle“ Templin
- Galeriekirche Zachow b. Neubrandenburg
- Kleine Galerie Feldberg
- 1996: PCK Schwedt/Oder / Lychen-Information
- 1999: Europäische Akademie Wartin
- 2000: Schlosskirche Neustrelitz
- Multikulturelles Zentrum Templin
- 2003: Historisches Rathaus Münster
- Eberswalde Rathausgalerie
- Schwedt Galerie im Ermelerspeicher
- 2005: Galerie Montmartre Paris
- 2006: Galeriekirche Zachow b. Neubrandenburg
- 2010: Helenenkapelle Lychen
- 2015: Helenenkapelle Lychen Burg Storkow
- 2016: Kirche Kappe (LKR OHV)
- 2018: Galerie Bärmisch in Beenz
- 2021: Theater mit Puppen Passentin
- 2023: Galeriekirche Zachow b. Neubrandenburg[5]

### Ausstellungsbeteiligungen
- 1972, 1974, 1979, 1984: Neubrandenburg, Bezirkskunstausstellungen
- 1967/1968, 1977/1978, 1982/1983, 1987/1988: Dresden, VI. Deutsche Kunstausstellung und VII., VIII., IX. und X. Kunstausstellung der DDR
- 1970: Berlin, Altes Museum („Im Geiste Lenins“)
- 1975: Wanderausstellung „Kleinplastik und Grafik“
- 1977: Rostock, VII. Biennale der Ostseeländer, Norwegens und Islands
- 1982: Fürstenwalde, Altes Rathaus („Miniatur in der bildenden Kunst der DDR“)
- 1985: Berlin, Nationalgalerie („Auf gemeinsamen Wegen“)
- 1990: Demmin, Marienhain (Ausstellung zur 850-Jahr-Feier der Stadt Demmin)

- weitere Gruppenausstellungen in Moskau, Sofia, Petrosawodsk, Budapest, Wien, Bern, Berlin, Flensburg, Bonn, Hamburg (Norderstedt), Münster, Dresden, Rostock, Schwedt, Eberswalde, Prenzlau, Greifswald, Waren/Müritz und Demmin.